# Else Elster
Else Elster (* 22. Februar 1910 in Danzig, Deutsches Reich; † 28. März 1998 in Günzburg) war eine deutsche Schauspielerin.

## Leben
Else Elster besuchte die Musikhochschule in Wien und nahm Schauspielunterricht bei Ilka Grüning in Berlin. Noch vor Abschluss ihrer Ausbildung erhielt sie 1930 die Hauptrolle in dem Film Die blonde Nachtigall.
Als sie im Jahr 1932 ihr Theaterdebüt gab, war sie bereits eine vielbeschäftigte Filmschauspielerin. Sie spielte in zahlreichen Unterhaltungsfilmen fesche Mädel zum Verlieben, manchmal auch mit Gesangseinlagen. Wie zahlreiche andere junge Schauspielerinnen im Dritten Reich zählte sie zu dem Kreis von Prominenten, mit denen sich Adolf Hitler gerne zeigte. Sie stand 1944 in der Gottbegnadeten-Liste des Reichsministeriums für Volksaufklärung und Propaganda.
Sie gehörte zu den ersten TV-Ansagerinnen des Fernsehsenders Paul Nipkow.
Während des Zweiten Weltkriegs ging sie eine Beziehung zu dem Berliner Polizeipräsidenten und SA-Obergruppenführer Wolf-Heinrich von Helldorff ein, der sich der Stauffenberg-Gruppe angeschlossen hatte. Aus persönlichen Akten der Familie geht hervor, dass Elster in ihrem Tagebuch den Tag der Hinrichtung ihres Geliebten mit einem Kreuz markierte. Der Abschiedsbrief des Grafen Helldorf ist noch heute im Besitz der Familie und als Kopie im Haus des Widerstands in Berlin zu sehen. Bereits Wochen vor der Hinrichtung musste sie immer wieder zu nächtlichen Gestapo-Verhören erscheinen. Tatsächlich wusste sie aber nichts von den Widerstandsplänen des Grafen Helldorf. Elster war von Helldorf schwanger und taufte später die gemeinsame Tochter auf den Namen Christa.
Nach dem Krieg war Else Elsters Filmschaffen praktisch beendet, weil man die junge Frau zu sehr mit dem NS-Regime in Verbindung brachte, weil in dieser Zeit ein Großteil ihrer Filme entstanden waren und man ihr einen engen Kontakt zu dem Reichspropaganda-Minister Joseph Goebbels nachsagte. Sie trat nur noch einmal für den Film Nichts als Zufälle vor die Kamera. Trotzdem arbeitete sie weiterhin als Theaterschauspielerin, Kabarettistin und Sängerin, aber konnte nicht mehr an ihre einstigen Erfolge anknüpfen.
Später lernte sie den Frauenarzt Erhard Schlaegel kennen und zog mit ihm in dessen Villa nach Günzburg. Ihr Mann brachte bereits zwei Kinder mit in die Ehe. Else Schlaegel brachte am 5. September 1950 einen Sohn zur Welt, der auf den Namen Wolf Wilhelm Schlaegel getauft wurde. Gemeinsam mit ihrem Ehemann arbeitete sie die nächsten Jahre in dessen Frauenheilklinik. Im Jahr 1996 verstarb Erhard Schlaegel kurz nach der Geburt seines Enkelkindes. Else Schlaegel lebte noch zwei Jahre in einer Wohnung in Günzburg, bevor sie selbst an Altersschwäche starb. Beide Eheleute sind im Familiengrab der Familie Schlaegel auf dem Günzburger Friedhof beigesetzt.
Ihr Sohn Wolf Wilhelm Schlaegel wurde ebenfalls Facharzt für Rehabilitation und lebt heute mit seiner Familie in seinem Elternhaus in Günzburg. Er gewährte dem Museum „Haus des Widerstands“ in Berlin Einsicht in die persönlichen Akten seiner Mutter.

## Filmografie
- 1930: Die blonde Nachtigall
- 1930: Der Herr auf Bestellung
- 1931: Viktoria und ihr Husar
- 1931: Purpur und Waschblau
- 1931: Gesangverein Sorgenfrei
- 1931: Weekend im Paradies
- 1932: Ein süßes Geheimnis
- 1932: Husarenliebe
- 1932: Geheimnis des blauen Zimmers
- 1932: Johann Strauss K.u.K. Hofballmusikdirektor / Kaiserwalzer
- 1932: Der Frechdachs
- 1932: Eine wie Du
- 1932: Friederike
- 1932: Tod über Shanghai
- 1932: Flucht nach Nizza
- 1932: Drei von der Kavallerie
- 1933: Seine erste Liebe
- 1933: Alle machen mit
- 1933: Hochzeit am Wolfgangsee
- 1933: Der Kaiserjäger
- 1933: Muß man sich gleich scheiden lassen
- 1933: Wenn am Sonntagabend die Dorfmusik spielt
- 1934: In Sachen Timpe
- 1935: Mach’ mich glücklich
- 1935: Krach im Hinterhaus
- 1936: Die letzte Fahrt der Santa Margareta
- 1936: Das Veilchen vom Potsdamer Platz
- 1936: Die Jugendsünde
- 1936: Drei Mäderl um Schubert
- 1937: Der Katzensteg
- 1938: Es leuchten die Sterne
- 1938: War es der im 3. Stock?
- 1938: Skandal um den Hahn
- 1938: Der Optimist
- 1939: Wenn Männer verreisen
- 1939: Hallo Janine
- 1939: Der ungetreue Eckehart
- 1940: Weltrekord im Seitensprung
- 1940: Jud Süß
- 1941: Liebe ist zollfrei
- 1943: Fritze Bollmann wollte angeln
- 1949: Nichts als Zufälle